# Itoplectis suada
Itoplectis suada là một loài tò vò trong họ Ichneumonidae.